# Proces o trzy miliony
Proces o trzy miliony (ros. Процесс о трёх миллионах) – radziecki czarno-biały film niemy z 1926 roku w reżyserii Jakowa Protazanowa oparty na motywach powieści Umberta Notari.

## Obsada
- Igor Iljinski jako Tapioka
- Anatolij Ktorow
- Michaił Klimow jako bankier Ornano
- Olga Żyzniewa jako Noris, żona bankiera
- Władimir Fogiel jako mężczyzna z binoklem
- Siergiej Komarow jako kamerdyner (niewymieniony w napisach)
- Sierafima Birman jako siedząca kobieta z różą
- Boris Barnet jako żurnalista (niewymieniony w napisach)